# René Peters (voetballer)
René Peters (Dudelange, 15 juni 1981) is een Luxemburgs voormalig voetballer en huidig voetbaltrainer. Hij speelde bij voorkeur als (centrale) middenvelder.

## Interlandcarrière
Peters debuteerde op woensdag 26 april 2000 in het nationaal team van Luxemburg. Die dag startte hij in de basis in een vriendschappelijke interland tegen Estland, die in 1-1 eindigde. Peters werd in dat duel na 56 minuten vervangen door Patrick Posing. Verdediger Claude Reiter (Union Luxembourg) maakte in die wedstrijd eveneens voor het eerst zijn opwachting in de nationale ploeg. Peters wist in 91 wedstrijden voor de nationale ploeg 3 keer te scoren.
| Interlanddoelpunten | Interlanddoelpunten | Interlanddoelpunten   | Interlanddoelpunten | Interlanddoelpunten | Interlanddoelpunten | Interlanddoelpunten |
| #                   | Datum               | Locatie               | Tegenstander        | Doelpunt(en)        | Uitslag             | Wedstrijd           |
| ------------------- | ------------------- | --------------------- | ------------------- | ------------------- | ------------------- | ------------------- |
| 1                   | 6 oktober 2001      | Belgrado, Joegoslavië | Joegoslavië         | 38'                 | 6 – 2               | WK-kwalificatie     |
| 2                   | 30 januari 2008     | Riyadh, Saoedi-Arabië | Saoedi-Arabië       | 88' (pen.)          | 2 – 1               | Oefeninterland      |
| 3                   | 11 oktober 2008     | Luxemburg, Luxemburg  | Israël              | 14'                 | 1 – 3               | WK-kwalificatie     |